# Ортогонализация
Ортогонализация ― процесс построения по заданному базису линейного пространства некоторого ортогонального базиса, который имеет ту же самую линейную оболочку. Ввиду удобства и важности ортогональных базисов в различных задачах, важны и процессы ортогонализации.

## Алгоритмы ортогонализации
Для получения ортогонального базиса часто используется процесс Грама — Шмидта, в ходе которого из каждого вектора данного набора, начиная со второго, вычитается его проекция на подпространство, порождённое всеми предыдущими векторами. Существуют и другие алгоритмы (обладающие лучшей вычислительной устойчивостью), использующие преобразования Хаусхолдера (отражения) или повороты Гивенса.